# گرین‌پوینت (بروکلین)
گرین‌پوینت (به انگلیسی: Greenpoint) یک منطقهٔ مسکونی در ایالات متحده آمریکا است که در بروکلین واقع شده‌است. گرین‌پوینت ۳۴٬۷۱۹ نفر جمعیت دارد.